# De zwarte Bomma
De zwarte Bomma is het zevende stripverhaal van Jommeke. De reeks wordt getekend door striptekenaar Jef Nys.

## Personages
- Jommeke
- Flip
- Filiberke
- Pekkie
- Professor Gobelijn
- zwarte Bomma / Molleke (poes)
- Carlos Tabioca

kleine rollen : Theofiel, Marie, Annemieke, Rozemieke, bazin zwarte Bomma

## Verhaal
Het verhaal begint met een grap rond een verkouden Flip die een vriend van Jommekes vader Theofiel de schrik van zijn leven bezorgt. Ondertussen bevrijdt Jommeke een zwarte kat uit een keldermond. Het dier blijft hem volgen naar huis, maar thuis jaagt de kat op Flip. Flip haalt het op de kat, maar Jommeke besluit de hulp van professor Gobelijn in te roepen om de kat te temmen. De professor geeft de kat per ongeluk een verkeerde inspuiting, waardoor ze reuzegroot wordt. Met de grote middelen krijgt ze dan toch haar spuit om tam te worden. Het wordt duidelijk dat de kat een tijdlang groot zal blijven. De vrienden geven de reuzegrote kat de naam 'zwarte Bomma' mee.
Een zigeuner met een draaiorgel, Carlos Tabioca, merkt de zwarte Bomma op en besluit haar te ontvoeren. Jommeke en Filiberke roepen de hulp van de politie in om hun bomma terug te vinden, maar die komen met een hele groep oude dames af gezien ze vermoeden dat de 'bomma' een oma is. Als professor Gobelijn het middel vindt om de zwarte Bomma te verkleinen gaan de vrienden op zoek naar haar. Na enkele dagen komen ze haar en de zigeuner op het spoor. Na een mislukte achtervolging verkleinen ze per ongeluk een beer in plaats van de zwarte Bomma. Uiteindelijk vinden ze de kat toch terug nadat de zigeuner bij een ongeval zijn been breekt. De vrienden brengen hem naar het ziekenhuis en vertrekken huiswaarts met de zwarte Bomma. De professor kan haar opnieuw verkleinen. Tijdens een wandeling vindt de kat echter haar baasje terug, een arme oude vrouw. Bomma blijkt Molleke te heten en keert terug huiswaarts met haar bazin.

## Achtergronden bij het verhaal
- Bomma is een Vlaams dialectwoord voor oma.
- In het verhaal duikt meermaals een volwassen man met een fopspeen in de mond op. Jommeke en zijn vrienden vragen zich af waarom de man steeds op hun weg opduikt. In de laatste prentjes vragen Jommeke en Flip het hem op de man af, waarna hij verduidelijkt dat hij niets met het verhaal te maken heeft, maar dat Jef Nys hem gebruikt om hier en daar een leeg hoekje in een tekening te vullen. Jommeke en Flip zijn hierdoor de kluts kwijt. Het is de eerste keer in de reeks dat Jef Nys in het verhaal vermeld wordt en hij als striptekenaar 'meespeelt' in zijn verhalen. Ook in latere verhalen zijn Jommeke en zijn vrienden er zich bewust van dat zij stripfiguren zijn en dat hun avonturen getekend worden.
- Het hoofdpersonage Filiberke lispelde bij zijn debuut in de reeks. Na 5 albums besloot Jef Nys om hem weer de letter 'r' te laten spreken. Hij leerde dit na langdurige training door professor Gobelijn.